# Contra la corriente (brano musicale)
Contra la corriente è una canzone composta da Omar Alfanno, pubblicata nell'album omonimo interpretato da Marc Anthony. 
"Contra la corriente" è stata elogiata dai critici musicali e, nell'anno 1999, è stata nominata nella categoria Tropical Song of the Year e alla 6ª edizione del Latin Billboard Music Awards. Commercialmente, ha raggiunto il numero due della Billboard Hot Latin Songs negli Stati Uniti e in cima alla classifica Tropical Airplay dove è rimasta per quattro settimane in questa posizione. 

## Storia e significato
Il testo parla del ricordo una buona storia d'amore del passato. Il protagonista vorrebbe dimenticare quella storia ma non ci riesce, ogni giorno il ricordo si ripresenta, lui combatte ma è inutile... è come nuotare controcorrente.